# Maksym Halinitschew
Maksym Alexandrowitsch Halinitschew (ukrainisch Максим Олександрович Галінічев; * 29. August 2000 in Schostka, Oblast Sumy; † 10. März 2023 in Tscherwonopopiwka, Oblast Luhansk) war ein ukrainischer Boxer und Soldat.

## Boxkarriere
Halinitschew begann im Alter von 10 Jahren mit dem Boxsport, trainierte in Cherson und besuchte ein Sportinternat in Kiew. Er schaffte den Sprung in das Nationalteam, wurde 2015 und 2016 Ukrainischer Juniorenmeister (46 bzw. 48 kg), 2016 und 2017 Ukrainischer Jugendmeister im Fliegengewicht, 2018 Ukrainischer Jugendmeister im Bantamgewicht, sowie 2021 und 2022 jeweils Ukrainischer Meister der U22 im Fliegengewicht bzw. Bantamgewicht.
Er war unter anderem Achtelfinalist der Junioren-Europameisterschaft 2015 in Lwiw, Viertelfinalist der Junioren-Europameisterschaft 2016 in Kaposvár und Viertelfinalist der Junioren-Weltmeisterschaft 2015 in Sankt Petersburg.
2017 gewann er Gold im Fliegengewicht bei der Jugend-Europameisterschaft in Antalya und 2018 ebenfalls Gold im Bantamgewicht bei der Jugend-Europameisterschaft in Roseto. Mit diesem Erfolg war er für die Olympischen Jugend-Sommerspiele 2018 in Buenos Aires qualifiziert, wo er nach einer Finalniederlage gegen Abdumalik Xaloqov die Silbermedaille im Bantamgewicht erkämpfte.
Bei der U22-Europameisterschaft 2021 in Roseto gewann er die Silbermedaille im Fliegengewicht.

## Tod
Nach dem Russischen Überfall auf die Ukraine lehnte er eine Teilnahme an der U22-Europameisterschaft 2022 ab und meldete sich stattdessen freiwillig als Soldat zur 25. Luftlandebrigade der Ukrainischen Streitkräfte. In den folgenden Kampfhandlungen, unter anderem bei Bachmut, Slowjansk, Isjum und Lyman wurde er zweimal verwundet, kehrte jedoch wieder an die Front zurück.
Am 10. März 2023 fiel Halinitschew als Angehöriger des 2. Bataillons der 5. Kompanie der Brigade, im Alter von 22 Jahren, bei Kampfhandlungen im Dorf Tscherwonopopiwka, nahe Kreminna und hinterließ eine Frau sowie eine dreijährige Tochter.
Am 25. Juli 2023 beantragte der Ukrainische Boxverband, Halinitschew postum den Titel Held der Ukraine zu verleihen.

## Auszeichnungen
Am 20. März 2024 wurde er vom Staatspräsidenten Wolodymyr Selenskyj posthum mit dem Orden für Tapferkeit 3. Klasse ausgezeichnet.